# 한스울리히 루델
한스울리히 루델(독일어: Hans-Ulrich Rudel, 1916년 7월 2일 ~ 1982년 12월 18일)은 제2차 세계 대전 당시 루프트바페(독일 공군)에 복무한 군인이다. 최종 계급은 대령. 주로 공대지 공격기에 탑승했으며, 전차 519대와 소련해군 12인치 12문 전함 1척, 선박 여러 대를 파괴하는 전과를 올렸다. 항공전에서도 적기 11기를 격추시켰고, 야포·대전차포·대공포 150문, 장갑열차 4량 등 모든 종류에 걸쳐 800대 이상의 군용차량을 파괴했으며, 교량과 보급선까지 치면 파괴전적은 셀 수 없이 많아진다. 동부전선에서 총 2,530회 출격했으며 애기는 융커스 Ju 87 "슈투카" 급강하폭격기였다. 또 포케불프 Fw 190에도 430회 탑승했다.